# Sabres de Buffalo
Pour les articles homonymes, voir Sabre (homonymie).
Les Sabres de Buffalo, en anglais Buffalo Sabres, sont une franchise professionnelle de hockey sur glace d'Amérique du Nord. L'équipe est basée à Buffalo dans l’état de New York et joue ses matchs à domicile au KeyBank Center depuis 1996. Ils font partie de la ligue principale d'Amérique du Nord, la Ligue nationale de hockey (également désignée par le sigle LNH), et s'alignent dans la division Atlantique de l'association de l'Est.
Les Sabres de Buffalo sont fondés à l’occasion de l'agrandissement de la ligue en 1970, bien que la ville possède déjà une tradition de hockey avec les Bisons de Buffalo. Ils rejoignent la LNH grâce au repêchage d'expansion de 1970 en même temps que les Canucks de Vancouver.
Les Sabres ont disputé deux fois la finale de la Coupe Stanley, en 1975 contre les Flyers de Philadelphie et les Stars de Dallas en 1999 mais ne l'ont pas remporté.

## Histoire de la franchise

### Création de la franchise
La ville de Buffalo, ville située dans l'Ouest de l'État de New York, a déjà eu l'expérience d'une équipe de hockey sur glace au niveau professionnel. Les Bisons de Buffalo ont débuté dans la Canadian Professional Hockey League en 1928 mais au bout d'une saison, avec la dissolution de cette ligue, les Bisons changent de ligue pour la Ligue internationale de hockey. L'équipe a notamment remporté deux championnats consécutifs de la ligue en 1932 et 1933. En 1936, la Canadian-American Hockey League et la LIH fusionnent pour former l'International American Hockey League. Le 17 mars de cette année, la patinoire des Bisons de Buffalo est endommagée lors d'une tempête de neige. Ils rejoignent malgré tout l'IAHL pour sa première saison mais en jouant tous les matchs à domicile dans la ville de Niagara Falls (Ontario) en Ontario. Après seulement onze rencontres jouées, la direction des Bisons décident d'arrêter leurs activités, les finances ne suivant pas. Les matchs joués par les Bisons ne sont pas comptabilisés à la fin de la saison régulière qui se termine avec seulement sept équipes.
En 1940, les Bisons renaissent quand les Stars de Syracuse déménagent à Buffalo pour devenir les nouveaux Bisons de Buffalo. L'équipe a remporté au cours de son histoire cinq fois la Coupe Calder remis au champion des séries éliminatoires.
Le 19 octobre 1965, Seymour H. Knox III et son frère Northrup posent une candidature à la Ligue nationale de hockey pour obtenir une équipe à Buffalo. L'équipe n'est toutefois pas retenue pour l'expansion de 1967 de la ligue. En 1968, les frères Knox tentent d'acheter les Seals d'Oakland pour les rélocaliser à Buffalo mais l'offre est rejeté par la LNH. Le 2 décembre 1969, la LNH décide une nouvelle expansion en 1970 et Buffalo et Vancouver ont été retenus,. Cette expansion cause la dissolution des Bisons dans la LAH qui viennent de remporter une cinquième et dernière Coupe Calder.
Un concours a été organisé pour déterminer le nom de la nouvelle franchise. 13 000 suggestions ont été envoyés et le nom sabres a été retenu. Les Sabres embauchent l'entraîneur des Maple Leafs de Toronto Punch Imlach comme entraîneur-chef et directeur général de l'équipe. Le 10 juin 1970, les Sabres participent au repêchage d'expansion organisé pour leur arrivée mais également ceux des Canucks de Vancouver. Le lendemain, l'équipe a droit au premier choix du repêchage amateur et sélectionne le joueur québécois Gilbert Perreault.

### Les débuts et laFrench Connection
Le premier match des Sabres a lieu le 10 octobre 1970 à l'occasion d'un match contre les Penguins de Pittsburgh. Buffalo remporte le match 2-1 et Jim Watson marque le premier but des Sabres. L'équipe termine non qualifiée pour les séries avec la cinquième place de la division Est avec une fiche négative de 24 victoires, 39 défaites et 15 matchs nuls pour 63 points en 78 matchs. Perreault est le meilleur buteur et pointeur des Sabres avec 38 buts et 72 points. Il est mis en avant par l'ensemble de la LNH en recevant le trophée Calder remis au meilleur joueur « rookie » de la saison.
Les Sabres repêchent Rick Martin au cinquième rang du repêchage amateur de 1971 puis au cours de cette saison, le 4 mars 1972, l'équipe fait l'acquisition de René Robert des Penguins de Pittsburgh contre Eddie Shack. Cet échange marque les débuts de la French Connection, formée par Perreault, Martin et Robert. Ce surnom de ligne vient du film du même nom et du fait que les trois joueurs sont Canadiens français du Québec. Au cours de cette même saison, Imlach cède sa place d'entraîneur-chef en janvier 1972 à Joe Crozier à cause de ses problèmes cardiaques.
Au cours de la saison 1972-1973, les Sabres se qualifient pour la première fois pour les séries éliminatoires avec la quatrième et dernière place qualificative de la division Ouest mais s'inclinent face aux Canadiens de Montréal. Les joueurs de la French Connection réalisent à trois 244 points (88 pour Perreault, 83 pour Robert et 73 pour Martin).
Le 21 février 1974, l'équipe est endeuillée par la mort de Tim Horton, tué dans un accident de voiture alors qu'il revenait à Buffalo après un match contre son ancienne équipe, les Maple Leafs de Toronto. La police affirme que la voiture filait à plus de 100 miles à l'heure avant qu'elle s'envoie dans le décor, non loin de Saint Catharines en Ontario. Ce n'est que 22 ans plus tard que l'équipe retire son numéro 2 le 15 janvier 1996.
En 1974, les repêchages se font par téléphone, via appel conférence, depuis les bureaux de la LNH à Montréal. Imlach, exaspéré par la lenteur du processus de repêchage par téléphone, décide de faire une blague au nez et à la barbe de la LNH, et de son président historique Clarence Campbell. Il invente un joueur japonais de hockey : « Taro Tsujimoto » de la franchise des « Katanas de Tokyo », cette dernière n'ayant aucune existence dans la Ligue japonaise de hockey sur glace. La LNH officialise sans difficulté le choix, qui est ensuite publié dans les médias, dont le magazine The Hockey News. Imlach révèle plus tard qu'il s'agit d'une supercherie et la LNH déclare le choix invalide.
En 1974-1975, avec l'arrivée des Capitals de Washington et des Scouts de Kansas City, la ligue décide d'ajouter deux nouvelles divisions qui comptent chacune quatre équipes. Les Sabres jouent dans la division Adams de l'association Prince de Galles formée des Bruins de Boston, des Maple Leafs de Toronto et des Golden Seals de la Californie. Grâce à l'attaque de la French Connection qui totalise 291 points dont les 100 points de Robert, l'équipe est qualifiée pour les séries éliminatoires avec la première place de leur division avec 49 victoires, 16 défaites et 15 défaites en prolongation.
Les Sabres battent les Black Hawks de Chicago et les Canadiens pour retrouver les Flyers de Philadelphie en finale de la Coupe Stanley. Au cours du troisième match, le joueur des Sabres Jim Lorentz tue une chauve-souris qui volait dans la patinoire puis elle est ramassée par Rick MacLeish des Flyers pour la jeter au banc des pénalités de son équipe. Les Flyers battent par la suite les Sabres quatre matchs à deux pour mettre la main sur leur deuxième Coupe Stanley consécutive.
Le 5 décembre 1978, Imlach ainsi que l'entraîneur-chef Marcel Pronovost sont licenciés par les Sabres. Billy Inglis et John Anderson assurent l'intérim de l'équipe pour le restant de la saison. Avant le début de la saison 1979-1980, Scotty Bowman, quintuple champion de la Coupe Stanley avec Montréal, rejoint les Sabres en tant qu'entraîneur et directeur général du club.
L'histoire de la French Connection prend fin le 5 octobre 1979, avant le début de la saison régulière, avec l'échange de Robert aux Rockies du Colorado contre John Van Boxmeer.

### Les années 1980 et 1990
Avec Scotty Bowman derrière le banc, les Sabres parviennent à se rendre jusqu'en finale d'association contre les Islanders de New York. Les Sabres perdent toutefois la série en six matchs face aux futurs champions de la Coupe Stanley. Pendant les cinq années qui suivent, Bowman ajoute des nouveaux joueurs dans l'effectif comme Mike Ramsey, Phil Housley, Mike Foligno, Dave Andreychuk et Tom Barrasso.
Entre 1984 et 1992, les Sabres n'ont pas été capables de se qualifier pour le deuxième tour. Ces éliminations au premier tour ont été causés entre autres par les Nordiques de Québec, les Bruins et les Canadiens. Durant cette période en 1987, les Sabres repêchent Pierre Turgeon au tout premier tour. Ce dernier est comparé à Perreault, qui vient de prendre sa retraite au cours de cette année. En 1990, Aleksandr Moguilny, repêché par les Sabres en 1988, quitte clandestinement l'Union soviétique pour rejoindre les Sabres ; il devient le premier joueur soviétique à quitter son pays pour la LNH.
Le 22 mars 1989, le gardien des Sabres Clint Malarchuk a subi l'une des plus graves blessures survenues durant un match de hockey. La lame du patin de Steve Tuttle des Blues de Saint-Louis lui a accidentellement sectionné la veine jugulaire. Le gardien a été sauvé de justesse par la promptitude et surtout le geste juste du soigneur de l'équipe. Malarchuk a passé une nuit à l'hôpital, subissant 300 points de suture. Il était de retour sur la glace avec son équipe deux semaines plus tard.
Le 25 octobre 1991, les Sabres et les Islanders procèdent à une transaction majeure : les Sabres échangent Pierre Turgeon, Uwe Krupp, Dave McLlwain et Benoît Hogue aux Islanders contre Pat LaFontaine, Randy Wood et Randy Hillier. Au cours de la saison 1992-1993, Buffalo atteint pour la première fois en dix ans le deuxième tour des séries mais sont balayés en quatre matchs par les Canadiens, futurs champions de la Coupe. LaFontaine et Moguilny réalisent leur meilleure saison offensive en carrière ; LaFontaine réalise 148 points pour devenir le meilleur pointeur de l'histoire des Sabres sur une saison et Moguilny marque 76 buts devenant le meilleur buteur de l'équipe sur une saison.
Cette saison est la première du gardien de but Dominik Hašek avec Buffalo obtenu lors d'une transaction avec les Blackhawks de Chicago. Au cours de ses neuf saisons avec les Sabres, il remporte six fois le trophée Vézina remis au meilleur gardien de but de ligue, deux fois les trophées Hart (meilleur joueur) et Lester-B.-Pearson (meilleur joueur selon ses pairs).
En 1995, les Sabres embauchent Ted Nolan en tant qu'entraîneur-chef. Malgré une première saison sans séries, il connait plus de succès la saison suivante en menant l'équipe à un premier titre de division depuis 1981 et une fiche de 40 victoires et 92 points. Après avoir remporté le trophée Jack-Adams remis au meilleur entraîneur de la ligue, il quitte l'équipe à cause d'une dispute contractuelle. Il est remplacé par l'ancien joueur des Sabres, Lindy Ruff.
Après avoir atteint la finale d'association en 1998, ils atteignent la saison suivante la finale de la Coupe Stanley après avoir été classés à la septième place de l'association de l'Est, l'avant-dernière place pour les séries. Ils éliminent tour à tour les Sénateurs d'Ottawa 4-0, les Bruins de Boston 4-2 et les Maple Leafs de Toronto 4-1 pour retrouver en finale les champions de la saison régulière, les Stars de Dallas. Au cours du sixième match, après trois périodes de prolongation et 114 minutes de jeu, le joueur des Stars Brett Hull inscrit le but vainqueur pour voir Dallas remporter la Coupe. Ce but est néanmoins contesté par les Sabres car le patin de Hull était présent sur la zone du gardien et que c'est interdit. Les officiels de la ligue accordent le but arguant que Hull avait effectué trois tirs consécutifs sur le gardien et que le règlement autorise le joueur d'amener le palet dans la zone puis de marquer,.
La saison 1999-2000 est difficile pour les Sabres, étant privé de Hašek pour une quarantaine de matchs à cause d'une blessure. L'équipe fait notamment l'acquisition du vétéran Doug Gilmour dans un échange avec les Blackhawks de Chicago et fait de justesse les séries avec la huitième place. Ils se font toutefois éliminés au premier tour contre les Flyers de Philadelphie.

### Les années 2000
Les Sabres connaissent une meilleure saison en 2000-2001 malgré l'absence du capitaine Michael Peca, qui ne joue pas la saison à cause d'une dispute contractuelle. Avec 46 victoires et 98 points, ils atteignent le deuxième tour mais sont éliminés par les Penguins de Pittsburgh en sept matchs. Hašek, qui vient de remporter un sixième et dernier trophée Vézina, joue sa dernière saison avec les Sabres puisqu'il est échangé en juillet 2001 aux Red Wings de Détroit.
L'équipe compte alors sur Martin Biron pour remplacer Hašek mais manque les séries pendant trois saisons de suite. La saison 2004-2005 de la LNH est annulée en raison d'un lock-out et les équipes de la LNH ne reviennent au jeu que pour la saison 2005-2006. Durant cette saison, ils connaissent une de leurs meilleurs saisons avec une fiche de 52 victoires, 24 défaites et six défaites en prolongation et terminent au deuxième rang de leur division, derrière les 113 points des Sénateurs d'Ottawa qui sont alors premiers. Il s'agit également d'une éclosion pour Ryan Miller qui devance peu à peu Biron pour devenir le gardien titulaire. Lors des séries, l'équipe atteint la finale d'association en battant les Flyers puis les Sénateurs. Ils se font toutefois battre au septième match par les Hurricanes de la Caroline, futurs champions de la Coupe. L'entraîneur Ruff est récompensé par la LNH en fin de saison en remportant le trophée Jack-Adams.
La saison suivante, les Sabres connaissent une saison de 53 victoires pour 110 points et terminent à la première place du classement général de la LNH. Ils se voient remettre pour la première fois de leur histoire le Trophée des présidents, remis au champion de la saison régulière. Lors des séries, ils éliminent les Islanders et les Rangers mais les Sénateurs viennt leur barrer la route en finale d'association en remportant la série quatre matchs à un.
La saison 2007-2008 est marquée par les départs de Daniel Brière et Chris Drury sur le marché des agents libres. Le 1er janvier 2008, l'équipe est opposée aux Penguins pour un match en extérieur sur le terrain des Bills, équipe de football américain de la National Football League le Ralph Wilson Stadium. Le match, baptisé « Classique hivernale », voit la victoire des Penguins sur le score de 2-1, le but de la victoire étant inscrit par Sidney Crosby. Buffalo ne parvient pas à répéter ses exploits de la saison dernière et manque les séries éliminatoires.
Après une autre saison sans séries, l'équipe termine la saison 2009-2010 avec la première place de la division Nord-Est mais est éliminée au premier tour des séries par les Bruins.
Lors de la saison 2012-2013 écourtée par un nouveau lock-out, après un mauvais début de saison, Ruff est congédié par l'équipe en cours de saison alors qu'il était à sa quinzième saison derrière le banc des Sabres. Il est remplacé par Ron Rolston. La saison 2013-2014 peut être considérée comme l'une des pires dans l'histoire de l'équipe. Buffalo termine la saison avec seulement 21 victoires et 51 défaites pour une maigre récolte de 52 points en plus de la dernière place dans la ligue. En novembre 2013, Rolston ainsi que le directeur-général de longue date Darcy Regier sont congédiés. Ted Nolan revient entraîner l'équipe, l'ancien jouer de l'équipe Pat LaFontaine est nommé présidents des opérations hockey et Tim Murray vient remplacer Regier. La première transaction majeure de Murray est d'avoir envoyé le gardien Miller aux Blues de Saint-Louis.

## Affiliations

### Affiliations principales
Les franchises de la Ligue nationale de hockey ayant un effectif limité par convention, elles sont « affiliées » chaque saison à une ou plusieurs équipes de ligues moins importantes. Ceci leur permet de recruter de jeunes joueurs lors des repêchages annuels et de continuer leur développement dans une équipe affiliée, sans les faire démarrer trop tôt dans la ligue élite. De plus, ces équipes affiliées (aussi nommées clubs-écoles ou farm team en anglais) constituent une réserve de joueurs pour les franchises de la LNH qui font appel à eux au gré des blessures et/ou méformes des joueurs de l'effectif de départ. À l'exception de quelques équipes elles-mêmes propriétaires de leur club-école, les affiliations sont conclues par une entente contractuelle et ne sont donc pas figées dans le temps. Depuis leurs débuts, les Sabres ont été affiliés aux équipes suivantes :
- 1970 à 1972 - Golden Eagles de Salt Lake (WHL)
- 1971 à 1974 - Swords de Cincinnati (LAH)
- 1974 à 1979 - Bears de Hershey (LAH)
- 1979 à 2008 - Americans de Rochester (LAH)
- 2008 à 2011 - Pirates de Portland (LAH)
- depuis 2011 - Americans de Rochester (LAH)

### Affiliations secondaires
En plus de ces équipes, les franchises de la LNH possèdent une ou des affiliations dites « secondaires » avec des équipes évoluant dans des ligues mineures. Ces équipes sont généralement utilisées comme réserve pour les équipes précédentes, en cas d'absence de joueurs blessés ou partis évoluer avec une équipe de la LNH. Au cours de leur histoire, les Sabres ont eu les affiliations secondaires suivantes :
- 1971 à 1973 - Checkers de Charlotte (EHL)
- 1973 à 1977 - Checkers de Charlotte (SHL)
- 1975 à 1976 - Norsemen de Buffalo (NAHL)
- 1975 à 1976 - Sharks de Tidewater (SHL)
- 1977 à 1980 - Admirals de Milwaukee (LIH)
- 1980 à 1981 - Blades d'Érié (EHL)
- 1980 à 1981 - Flags de Port Huron (LIH)
- 1981 à 1985 - Generals de Flint (LIH)
- 1985 à 1986 - Generals de Saginaw (LIH)
- 1986 à 1989 - Spirits de Flint (LIH)
- 1989 à 1990 - Roadrunners de Phoenix (LIH)
- 1989 à 1990 - Thunderbirds de Winston-Salem (ECHL)
- 1992 à 1993 - Panthers d'Érié (ECHL)
- 1992 à 1994 - Wildcats de St. Thomas (UHL)
- 1994 à 2002 - Stingrays de la Caroline du Sud (ECHL)
- 1998 à 2001 - Icemen de B.C. (UHL)
- 2012 à 2013 - Galdiators de Gwinnett (ECHL)
- 2014 à 2017 - Jackals d'Elmira (ECHL)
- Depuis 2017 - Cyclones de Cincinnati (ECHL)

## Logos

Logos de l'équipe des Sabres de Buffalo
De 1970 à 1998.
De 1998 à 2006.
De 2006 à 2010.
De 2010 à 2020.
Depuis 2020

## Les personnalités des Sabres

### Joueurs

#### Effectif actuel
| No    | Nom                   | Nat. | Position      | Arrivée                          | Salaire        |
| ----- | --------------------- | ---- | ------------- | -------------------------------- | -------------- |
| +031, | Eric Comrie           |      | Gardien       | 2022 - Agent libre               | +01 800 000, $ |
| +041, | Craig Anderson        |      | Gardien       | 2021 - Agent libre               | +01 500 000, $ |
| +010, | Henri Jokiharju       |      | Défenseur     | 2019 - Blackhawks de Chicago     | +02 500 000, $ |
| +023, | Mattias Samuelsson    |      | Défenseur     | 2018 - Repêchage                 | +00925 000, $  |
| +025, | Owen Power            |      | Défenseur     | 2021 - Repêchage                 | +00916 667, $  |
| +026, | Rasmus Dahlin – A     |      | Défenseur     | 2018 - Repêchage                 | +06 000 000, $ |
| +045, | Casey Fitzgerald      |      | Défenseur     | 2016 - Repêchage                 | +00750 000, $  |
| +046, | Ilia Lioubouchkine    |      | Défenseur     | 2022 - Agent libre               | +02 750 000, $ |
| +078, | Jacob Bryson          |      | Défenseur     | 2020 - Repêchage                 | +01 850 000, $ |
| +008, | Riley Sheahan         |      | Ailier gauche | 2022 - Agent libre               | +00950 000, $  |
| +017, | Tyson Jost            |      | Centre        | 2022 - Ballottage                | +02 000 000, $ |
| +019, | Peyton Krebs          |      | Centre        | 2021 - Golden Knights de Vegas   | +00863 333, $  |
| +021, | Kyle Okposo – C       |      | Ailier droit  | 2016 - Agent libre               | +06 000 000, $ |
| +022, | Jack Quinn            |      | Ailier droit  | 2020 - Repêchage                 | +00863 333, $  |
| +024, | Dylan Cozens          |      | Centre        | 2019 - Repêchage                 | +00894 167, $  |
| +028, | Zemgus Girgensons – A |      | Ailier gauche | 2012 - Repêchage                 | +02 200 000, $ |
| +029, | Vinnie Hinostroza     |      | Centre        | 2021 - Agent libre               | +01 700 000, $ |
| +037, | Casey Mittelstadt     |      | Centre        | 2017 - Repêchage                 | +02 500 000, $ |
| +053, | Jeff Skinner          |      | Ailier gauche | 2018 - Hurricanes de la Caroline | +09 000 000, $ |
| +071, | Victor Olofsson       |      | Ailier gauche | 2014 - Repêchage                 | +04 750 000, $ |
| +072, | Tage Thompson         |      | Ailier droit  | 2018 - Blues de Saint-Louis      | +01 400 000, $ |
| +074, | Rasmus Asplund        |      | Centre        | 2019 - Repêchage                 | +00825 000, $  |
| +077, | John-Jason Peterka    |      | Ailier droit  | 2020 - Repêchage                 | +00855 833, $  |
| +089, | Alex Tuch             |      | Ailier droit  | 2021 - Golden Knights de Vegas   | +04 750 000, $ |
| -     | Ben Bishop            |      | Gardien       | 2022 - Stars de Dallas           | +04 916 667, $ |

#### Capitaines

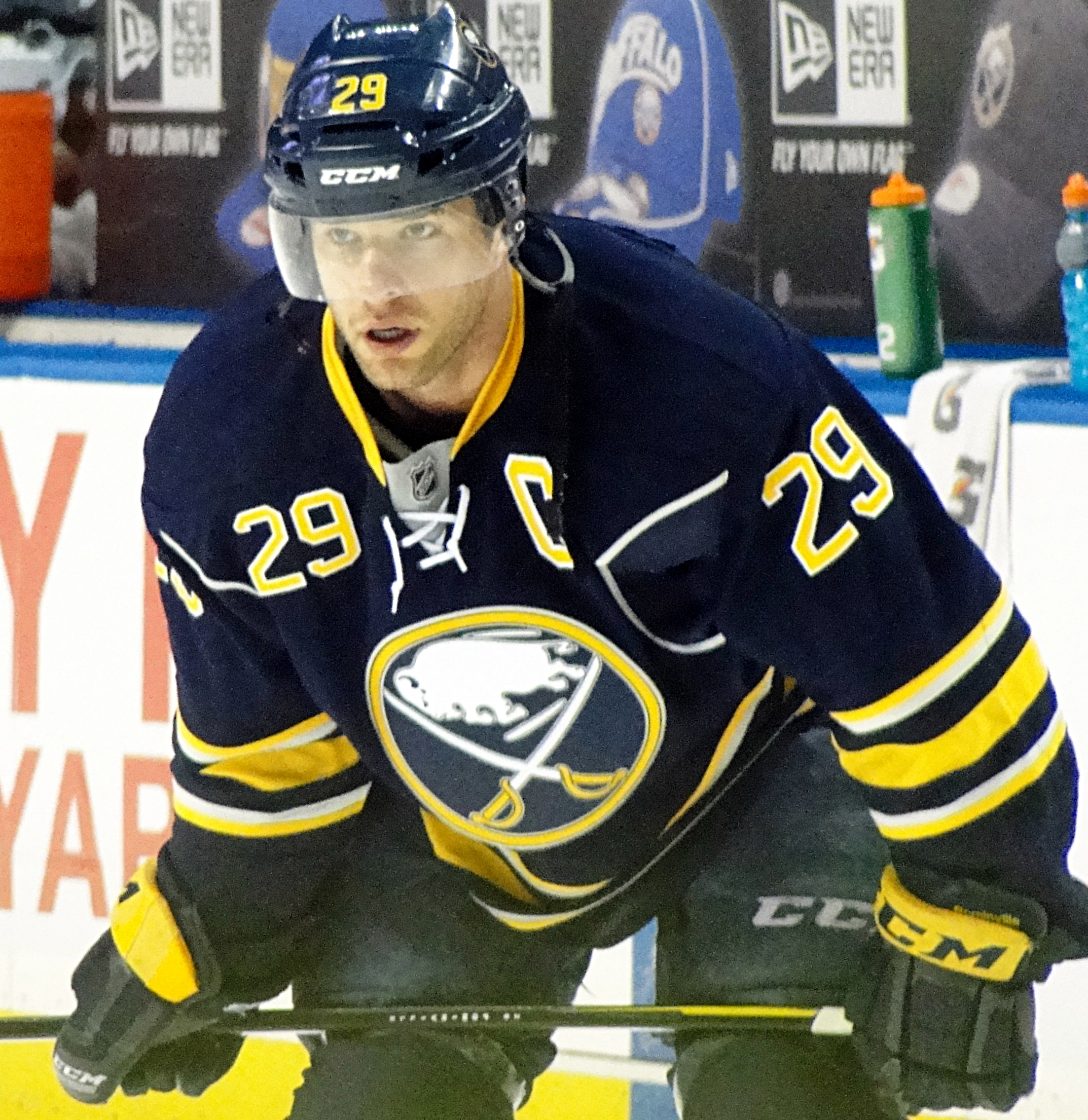
Jason Pominville, capitaine des Sabres de Buffalo durant la saison 2011-2012.

Depuis la première saison des Sabres, 26 joueurs ont eu l'honneur de porter le « C » sur leur maillot, qui signifie que le joueur est le capitaine de l'équipe. Le premier capitaine de l'histoire des Sabres était Floyd Smith qui a été le capitaine de l'équipe pendant la première saison. La liste ci-dessous reprend l'intégralité des joueurs ayant été capitaine de l'équipe de Buffalo.
| Période      | Nom du ou des joueurs                                                                                   |
| ------------ | --- |
| 1970-1971    | Floyd Smith                                                                                             |
| 1971 à 1974  | Gerry Meehan                                                                                            |
| 1974 à 1977  | Jim Schoenfeld                                                                                          |
| 1977 à 1981  | Danny Gare                                                                                              |
| 1981 à 1986  | Gilbert Perreault                                                                                       |
| 1986 à 1989  | Lindy Ruff                                                                                              |
| 1989-1990    | Mike Foligno                                                                                            |
| 1990-1991    | vacant                                                                                                  |
| 1991-1992    | Mike Ramsey                                                                                             |
| 1992 à 1997  | Pat LaFontaine et Aleksandr Moguilny                                                                    |
| 1997 à 2000  | Michael Peca                                                                                            |
| 2000-2001    | vacant                                                                                                  |
| 2001 à 2003  | Stu Barnes                                                                                              |
| 2003-2004    | capitaine en rotation : Miroslav Šatan, Chris Drury, James Patrick, Jean-Pierre Dumont, Daniel Brière   |
| 2004-2005    | vacant (lock-out)                                                                                       |
| 2005 à 2007  | Daniel Brière pour les matchs à l'extérieur et Chris Drury à domicile                                   |
| 2007-2008    | capitaine en rotation : Jochen Hecht, Toni Lydman, Brian Campbell, Jaroslav Špaček, et Jason Pominville |
| 2008 à 2011  | Craig Rivet                                                                                             |
| 2011 à 2013  | Jason Pominville                                                                                        |
| Octobre 2013 | Steve Ott et Thomas Vanek                                                                               |
| 2013 à 2014  | Steve Ott                                                                                               |
| 2014 à 2017  | Brian Gionta                                                                                            |
| 2017-2018    | vacant                                                                                                  |
| 2018 à 2021  | Jack Eichel                                                                                             |
| Depuis 2022  | Kyle Okposo                                                                                             |

#### Choix de premier tour
Chaque année et depuis 1963, les joueurs des ligues juniors ont la possibilité de signer des contrats avec les franchises de la LNH. Cette section présente les joueurs qui ont eu la chance d'être choisis par les Sabres lors du premier tour. Ces choix peuvent être échangé et ainsi, une année les Sabres peuvent très bien ne pas avoir eu de choix de premier tour ou à l'inverse, en avoir plusieurs.
| Année | Nom du joueur                               | Rang                                  | Équipe précédente (ligue)                                                      |
| ----- | ------------------------------------------- | ------------------------------------- | ------------------------------------------------------------------------------ |
| 1970  | Gilbert Perreault                           | 1er au total                          | Canadiens Juniors de Montréal (AHO)                                            |
| 1971  | Rick Martin                                 | 5e au total                           | Canadiens Juniors de Montréal (AHO)                                            |
| 1972  | Jim Schoenfeld                              | 5e au total                           | Flyers de Niagara Falls (AHO)                                                  |
| 1973  | Morris Titanic                              | 12e au total                          | Wolves de Sudbury (AHO)                                                        |
| 1974  | Taro Tsujimoto                              | 11e au total                          | Katanas de Tokyo (Asia League)                                                 |
| 1974  | Lee Fogolin                                 | 11e au total                          | Generals d'Oshawa (AHO)                                                        |
| 1975  | Robert Sauvé                                | 17e au total                          | National de Laval (LHJMQ)                                                      |
| 1976  | Aucun                                       | Aucun                                 | Aucun                                                                          |
| 1977  | Ric Seiling                                 | 14e au total                          | Fincups de St-Catharines (AHO)                                                 |
| 1978  | Larry Playfair                              | 13e au total                          | Winter Hawks de Portland (LHOu)                                                |
| 1979  | Mike Ramsey                                 | 11e au total                          | Golden Gophers du Minnesota (NCAA)                                             |
| 1980  | Steve Patrick                               | 20e au total                          | Wheat Kings de Brandon (LHOu)                                                  |
| 1981  | Jiří Dudáček                                | 17e au total                          | HC Kladno (Extraliga)                                                          |
| 1982  | Phil Housley Paul Cyr Dave Andreychuk       | 6e au total 9e au total 16e au total  | école South St. Paul (USHS) Cougars de Victoria (LHOu) Generals d'Oshawa (LHO) |
| 1983  | Tom Barrasso Normand Lacombe Adam Creighton | 5e au total 10e au total 11e au total | école Acton-Boxboro (USHS) Wildcats du New Hampshire (NCAA) 67 d'Ottawa (LHO)  |
| 1984  | Mikael Andersson                            | 18e au total                          | Frölunda HC (Elitserien)                                                       |
| 1985  | Calle Johansson                             | 14e au total                          | Frölunda HC (Elitserien)                                                       |
| 1986  | Shawn Anderson                              | 5e au total                           | Équipe Nationale du Canada                                                     |
| 1987  | Pierre Turgeon                              | 1er au total                          | Bisons de Granby (LHJMQ)                                                       |
| 1988  | Joel Savage                                 | 13e au total                          | Cougars de Victoria (LHOu)                                                     |
| 1989  | Kevin Haller                                | 14e au total                          | Pats de Regina (LHOu)                                                          |
| 1990  | Brad May                                    | 14e au total                          | Thunder de Niagara Falls (LHO)                                                 |
| 1991  | Philippe Boucher                            | 13e au total                          | Bisons de Granby (LHJMQ)                                                       |
| 1992  | David Cooper                                | 11e au total                          | Tigers de Medicine Hat (LHOu)                                                  |
| 1993  | Aucun                                       | Aucun                                 | Aucun                                                                          |
| 1994  | Wayne Primeau                               | 17e au total                          | Platers d'Owen Sound (LHO)                                                     |
| 1995  | Jay McKee Martin Biron                      | 14e au total 16e au total             | Thunder de Niagara Falls (LHO) Harfangs de Beauport (LHJMQ)                    |
| 1996  | Erik Rasmussen                              | 7e au total                           | Golden Gophers du Minnesota (NCAA)                                             |
| 1997  | Mika Noronen                                | 21e au total                          | Tappara Tampere (SM-Liiga)                                                     |
| 1998  | Dmitri Kalinine                             | 18e au total                          | Traktor Tcheliabinsk (Superliga)                                               |
| 1999  | Barrett Heisten                             | 20e au total                          | Black Bears du Maine (NCAA)                                                    |
| 2000  | Artiom Krioukov                             | 15e au total                          | Torpedo Iaroslavl (Superliga)                                                  |
| 2001  | Jiří Novotný                                | 22e au total                          | HC Ceske Budejovice (Extraliga)                                                |
| 2002  | Keith Ballard Daniel Paille                 | 11e au total 20e au total             | Golden Gophers du Minnesota (NCAA) Storm de Guelph (LHO)                       |
| 2003  | Thomas Vanek                                | 5e au total                           | Golden Gophers du Minnesota (NCAA)                                             |
| 2004  | Drew Stafford                               | 13e au total                          | Fighting Sioux de North Dakota (NCAA)                                          |
| 2005  | Marek Zagrapan                              | 13e au total                          | Saguenéens de Chicoutimi (LHJMQ)                                               |
| 2006  | Dennis Persson                              | 24e au total                          | Västerås IK (HockeyAllsvenskan)                                                |
| 2007  | Aucun                                       | Aucun                                 | Aucun                                                                          |
| 2008  | Tyler Myers Tyler Ennis                     | 12e au total 26e au total             | Rockets de Kelowna (LHOu) Tigers de Medicine Hat (LHOu)                        |
| 2009  | Zack Kassian                                | 13e au total                          | Petes de Peterborough (LHO)                                                    |
| 2010  | Mark Pysyk                                  | 23e au total                          | Oil Kings d'Edmonton (LHOu)                                                    |
| 2011  | Joel Armia                                  | 16e au total                          | Assat Pori (SM-Liiga)                                                          |
| 2012  | Mikhail Grigorenko Zemgus Girgensons        | 12e au total 14e au total             | Remparts de Québec (LHJMQ) Fighting Saints de Dubuque (USHL)                   |
| 2013  | Rasmus Ristolainen Nikita Zadorov           | 8e au total 16e au total              | TPS Turku (SM-Liiga) Knights de London (LHO)                                   |
| 2014  | Sam Reinhart                                | 2e au total                           | Ice de Kootenay (LHOu)                                                         |
| 2015  | Jack Eichel                                 | 2e au total                           | Boston University (NCAA)                                                       |
| 2016  | Alexander Nylander                          | 8e au total                           | Steelheads de Mississauga (LHO)                                                |
| 2017  | Casey Mittelstadt                           | 8e au total                           | Gamblers de Green Bay (USHL)                                                   |
| 2018  | Rasmus Dahlin                               | 1er au total                          | Frölunda HC (SHL)                                                              |
| 2019  | Dylan Cozens Ryan Johnson                   | 7e au total 31e au total              | Hurricanes de Lethbridge (LHOu) Stampede de Sioux Falls (USHL)                 |
| 2020  | Jack Quinn                                  | 8e au total                           | 67 d'Ottawa (LHO)                                                              |
| 2021  | Owen Power Isak Rosén                       | 1er au total 14e au total             | Wolverines du Michigan (NCAA) Leksands IF (SHL)                                |
| 2022  | Matthew Savoie Noah Östlund Jiří Kulich     | 9e au total 16e au total 28e au total | Ice de Winnipeg (LHOu) Djurgården IF (SHL) HC Karlovy Vary (Extraliga)         |

#### Numéros retirés
Certains numéros portés par des joueurs qui ont marqué l'histoire de la franchise ont été retirés et ne pourront plus être portés par aucun joueur des Sabres. L'équipe a retiré sept numéros et le plus récent est le numéro 39 de Dominik Hašek en janvier 2015.
| No  | Joueur             | Position       | Carrière  | Date du retrait  |
| --- | ------------------ | -------------- | --------- | ---------------- |
| 2   | Tim Horton         | Défenseur      | 1949-1974 | 15 janvier 1996  |
| 7   | Rick Martin        | Ailier gauche  | 1971-1985 | 15 novembre 1995 |
| 11  | Gilbert Perreault  | Centre         | 1970-1987 | 17 octobre 1990  |
| 14  | René Robert        | Centre         | 1968-1982 | 15 novembre 1995 |
| 16  | Patrick LaFontaine | Centre         | 1983-1998 | 3 mars 2006      |
| 18  | Danny Gare         | Ailier droit   | 1974-1987 | 22 novembre 2005 |
| 30  | Ryan Miller        | Gardien de but | 2002-2021 | 19 janvier 2023  |
| 39  | Dominik Hašek      | Gardien de but | 1981-2012 | 13 janvier 2015  |
| 99* | Wayne Gretzky      | Centre         | 1978-1999 | 6 février 2000   |

* Numéro retiré pour toutes les équipes par la LNH lors du 50e Match des étoiles.

#### Meilleurs pointeurs
Gilbert Perreault a joué avec les Sabres entre 1971 et 1987, soit toute sa carrière ; il est le meilleur pointeur de la franchise avec 1 326 points, le meilleur buteur avec 512 buts inscrits ainsi que le meilleur passeur avec 814 aides. (En date du 22 janvier 2019).
Voici les statistiques des dix meilleurs joueurs de l'histoire des Sabres.
| Joueur            | PJ    | B   | A   | Pts   | Moy  |
| ----------------- | ----- | --- | --- | ----- | ---- |
| Gilbert Perreault | 1 191 | 512 | 814 | 1 326 | 1,11 |
| Dave Andreychuk   | 837   | 368 | 436 | 804   | 0,96 |
| Rick Martin       | 681   | 382 | 313 | 695   | 1,02 |
| Craig Ramsay      | 1 070 | 252 | 420 | 672   | 0,63 |
| Phil Housley      | 608   | 178 | 380 | 558   | 0,92 |
| René Robert       | 524   | 222 | 330 | 552   | 1,05 |
| Don Luce          | 766   | 216 | 310 | 526   | 0,69 |
| Jason Pominville  | 733   | 217 | 304 | 521   | 0,71 |
| Mike Foligno      | 664   | 247 | 264 | 511   | 0,79 |
| Danny Gare        | 503   | 267 | 233 | 500   | 0,99 |

### Entraîneurs-chefs
Cette section présente les différents entraîneurs qui se sont succédé à la tête des Sabres depuis leurs débuts. L'entraîneur actuel, Lindy Ruff, est nommé le 21 juillet 1997. Il est le quinzième entraîneur de l'histoire du club et l'entraîneur actif dans la LNH qui a plus de temps derrière le banc de la même équipe. Ce dernier, avec 1 148 matchs, est l'entraîneur qui a passé le plus de temps à la tête des Sabres, soit quatorze saisons.
| No | Nom                 | Engagement       | Départ           | Saison régulière | Saison régulière | Saison régulière | Saison régulière | Saison régulière | Saison régulière | Saison régulière | Séries éliminatoires | Séries éliminatoires | Séries éliminatoires | Séries éliminatoires | Remarques                                                       |
| No | Nom                 | Engagement       | Départ           | PJ               | V                | D                | N                | DP               | P                | % V              | PJ                   | V                    | D                    | % V                  | Remarques                                                       |
| -- | ------------------- | ---------------- | ---------------- | ---------------- | ---------------- | ---------------- | ---------------- | ---------------- | ---------------- | ---------------- | -------------------- | -------------------- | -------------------- | -------------------- | --------------------------------------------------------------- |
| 1  | George Imlach       | 10 octobre 1970  | 6 janvier 1972   | 120              | 32               | 62               | 25               | -                | 89               | 37,4             | -                    | -                    | -                    | -                    |                                                                 |
| 2  | Floyd Smith (en)    | 9 janvier 1972   | Seul match       | 1                | 0                | 1                | 0                | -                | 0                | 0,0              | -                    | -                    | -                    | -                    |                                                                 |
| 3  | Joseph Crozier (en) | 13 janvier 1972  | 7 avril 1974     | 192              | 77               | 80               | 35               | -                | 189              | 49,2             | 6                    | 2                    | 4                    | 33,3                 |                                                                 |
| —  | Floyd Smith         | 10 octobre 1974  | 17 avril 1977    | 240              | 143              | 62               | 36               | -                | 322              | 66,8             | 32                   | 16                   | 16                   | 50,0                 | Finale de la Coupe Stanley 1975                                 |
| 4  | Marcel Pronovost    | 13 octobre 1977  | 3 décembre 1978  | 104              | 52               | 29               | 23               | -                | 127              | 61,1             | 8                    | 3                    | 5                    | 37,5                 |                                                                 |
| 5  | William Inglis (en) | 7 décembre 1978  | 8 avril 1979     | 56               | 28               | 18               | 10               | -                | 66               | 58,9             | 3                    | 1                    | 2                    | 33,3                 |                                                                 |
| 6  | Scott Bowman        | 11 octobre 1979  | 10 mai 1980      | 80               | 47               | 17               | 16               | -                | 110              | 68,8             | 14                   | 9                    | 5                    | 64,3                 |                                                                 |
| 7  | Roger Neilson       | 9 octobre 1980   | 22 avril 1981    | 80               | 39               | 20               | 21               | -                | 99               | 61,9             | 8                    | 4                    | 4                    | 50,0                 |                                                                 |
| 8  | James Roberts (en)  | 7 octobre 1981   | 15 janvier 1982  | 45               | 21               | 16               | 8                | -                | 50               | 55,6             | -                    | -                    | -                    | -                    |                                                                 |
| —  | Scott Bowman        | 17 janvier 1982  | 16 avril 1985    | 240              | 124              | 82               | 34               | -                | 282              | 51,7             | 18                   | 8                    | 10                   | 44,4                 |                                                                 |
| 9  | James Schoenfeld    | 10 octobre 1985  | 15 janvier 1986  | 43               | 19               | 19               | 5                | -                | 43               | 50,0             | -                    | -                    | -                    | -                    |                                                                 |
| —  | Scott Bowman        | 17 janvier 1986  | 2 novembre 1986  | 49               | 21               | 25               | 3                | -                | 45               | 42,9             | -                    | -                    | -                    | -                    |                                                                 |
| 10 | Craig Ramsay        | 5 novembre 1986  | 20 décembre 1986 | 21               | 4                | 15               | 2                | -                | 10               | 23,8             | -                    | -                    | -                    | -                    |                                                                 |
| 11 | Ted Sator           | 23 décembre 1986 | 11 avril 1989    | 207              | 96               | 89               | 22               | -                | 214              | 51,7             | 16                   | 8                    | 8                    | 50,0                 |                                                                 |
| 12 | Richard Dudley      | 5 octobre 1989   | 11 décembre 1991 | 188              | 85               | 72               | 31               | -                | 201              | 53,5             | 12                   | 4                    | 8                    | 33,3                 |                                                                 |
| 13 | John Muckler        | 13 décembre 1991 | 14 mai 1995      | 268              | 125              | 109              | 34               | -                | 284              | 53,0             | 27                   | 11                   | 16                   | 40,7                 |                                                                 |
| 14 | Theodore Nolan      | 7 octobre 1995   | 11 mai 1997      | 164              | 73               | 72               | 19               | -                | 165              | 44,5             | 12                   | 5                    | 7                    | 41,7                 | Trophée Jack-Adams en 1996-1997                                 |
| 15 | Lindy Ruff          | 1er octobre 1997 | 19 février 2013  | 1165             | 571              | 432              | 78               | 84               | 1304             | 56,0             | 101                  | 57                   | 44                   | 56,4                 | Finale de la Coupe Stanley 1999 Trophée Jack-Adams en 2005-2006 |
| 16 | Ronald Rolston (en) | 21 février 2013  | 13 novembre 2013 | 51               | 19               | 26               | -                | 6                | 44               | 37,2             | -                    | -                    | -                    | -                    |                                                                 |
| —  | Theodore Nolan      | 13 novembre 2013 | 11 avril 2015    | 144              | 40               | 87               | -                | 17               | 97               | 27,8             | -                    | -                    | -                    | -                    |                                                                 |
| 17 | Daniel Bylsma       | 28 mai 2015      | 20 avril 2017    | 164              | 68               | 73               | -                | 23               | 159              | 48,5             | -                    | -                    | -                    | -                    |                                                                 |
| 18 | Phillip Housley     | 15 juin 2017     | 7 avril 2019     | 164              | 58               | 84               | -                | 22               | 138              | 42,1             | -                    | -                    | -                    | -                    |                                                                 |
| 19 | Ralph Krueger       | 15 mai 2019      | 17 mars 2021     | 97               | 36               | 49               | -                | 12               | 84               | 43,3             | -                    | -                    | -                    | -                    |                                                                 |
| 20 | Don Granato         | 17 mars 2021     | 16 avril 2024    | 274              | 122              | 125              | -                | 6                | 84               | 51,2             | -                    | -                    | -                    | -                    |                                                                 |
| 21 | Lindy Ruff          | 22 avril 2024    |                  |                  |                  |                  |                  |                  |                  |                  |                      |                      |                      |                      |                                                                 |

### Directeurs généraux
Depuis 1970, l'équipe a connu neuf directeurs généraux différents.
| No | Nom               | Engagement        | Départ            | Remarques                       |
| -- | ----------------- | ----------------- | ----------------- | ------------------------------- |
| 1  | George Imlach     | 16 janvier 1970   | 4 décembre 1978   | Finale de la Coupe Stanley 1975 |
| 2  | John Anderson     | 4 décembre 1978   | 11 juin 1979      |                                 |
| 3  | Scott Bowman      | 11 juin 1979      | 1er décembre 1986 |                                 |
| 4  | Gerald Meehan     | 1er décembre 1986 | 30 juillet 1993   |                                 |
| 5  | John Muckler      | 30 juillet 1993   | 14 mai 1997       |                                 |
| 6  | Darcy Regier (en) | 11 juin 1997      | 13 novembre 2013  | Finale de la Coupe Stanley 1999 |
| 7  | Tim Murray (en)   | 9 janvier 2014    | 20 avril 2017     |                                 |
| 8  | Jason Botterill   | 11 mai 2017       | 16 juin 2020      |                                 |
| 9  | Kevyn Adams       | 16 juin 2020      |                   |                                 |

## Membres du temple de la renommée du hockey
Depuis 1945, le Temple de la renommée du hockey recense les personnalités du hockey sur glace qui ont marqué ce sport.

### Dix joueurs des Sabres ont été intronisés au Temple de la renommée du hockey
| Année d'intronisation | Nom               | Période avec les Sabres |
| --------------------- | ----------------- | ----------------------- |
| 1974                  | Taro Tsujimoto    | 1974                    |
| 1977                  | Tim Horton        | 1972 à 1974             |
| 1990                  | Gilbert Perreault | 1970 à 1987             |
| 2001                  | Dale Hawerchuk    | 1990 à 1995             |
| 2002                  | Clark Gillies     | 1986 à 1988             |
| 2003                  | Pat LaFontaine    | 1991 à 1997             |
| 2003                  | Grant Fuhr        | 1993 à 1995             |
| 2006                  | Dick Duff         | 1970 à 1972             |
| 2011                  | Doug Gilmour      | 2000 à 2001             |
| 2014                  | Dominik Hašek     | 1992 à 2001             |

### Bâtisseurs
Des personnalités n'ayant pas forcément pratiqué le hockey sur glace sont aussi honorées par le temple de la renommée en raison de l'impact qu'ils ont sur ce sport en dehors de la patinoire. Ces personnes, qu'il s'agisse de présidents, de propriétaires de franchises, d'entraîneurs ou de membres des médias, sont appelées les « bâtisseurs ». Quatre personnalités des Sabres ont été intronisés en tant que bâtisseurs :
| Année d'intronisation | Nom                      | Titre                        |
| --------------------- | ------------------------ | ---------------------------- |
| 1984                  | Punch Imlach             | Entraîneur/directeur général |
| 1991                  | Scotty Bowman            | Entraîneur/directeur général |
| 1993                  | Seymour H. Knox III (en) | Propriétaire                 |
| 2002                  | Roger Neilson            | Entraîneur                   |

## Trophées de la LNH

### Trophées collectifs

#### Trophée des présidents
Le Trophée des présidents est remis pour la première fois à l'issue de la saison 1985-1986 à la meilleure équipe de la saison régulière. Depuis sa mise en place, les Sabres remportent le trophée une fois :
- 2007[44]

#### Trophée Prince de Galles
Le trophée Prince de Galles est le trophée de la LNH qui a changé le plus grand nombre de fois de signification. Les Sabres remportent trois fois ce trophée en tant que :
- champions de la conférence Prince de Galles : 1975 et 1980 ;
- champions de la conférence de l'Est : 1999.

#### Champions de division
En plus des titres cités ci-dessus, la franchise finit à six reprises dans la première place de sa division :
- division Adams : 1975, 1980, 1981 ;
- division Nord-Est : 1997, 2007, 2010.

### Trophées individuels

#### Trophée Bill-Masterton
Le trophée Bill-Masterton est une récompense remise au joueur ayant démontré le plus de qualité de persévérance et d'esprit d’équipe :
- Don Luce en 1975 ;
- Pat LaFontaine en 1995.

#### Trophée Calder
Le trophée Calder récompense la meilleure recrue, joueur dans sa première saison LNH :
- Gilbert Perreault en 1971 ;
- Tom Barrasso en 1984 ;
- Tyler Myers en 2010.

#### Trophée Frank-J.-Selke
Le trophée Frank-J.-Selke est remis par la LNH au meilleur attaquant ayant démontré le plus de compétences défensives depuis la saison 1977-1978 :
- Craig Ramsay en 1985 ;
- Michael Peca en 1997.

#### Trophée Hart
Le trophée Hart (en anglais Hart Memorial Trophy) est remis au meilleur joueur de la saison régulière, par vote par l'Association Professionnelle de la Presse Écrite. La distinction est remise depuis la saison 1923-1924 et seul Dominik Hašek remporte ce trophée parmi les joueurs des Sabres :
- 1997 et 1998.

#### Trophée Jack-Adams
Le trophée Jack-Adams est remis depuis la saison 1973-1974 au meilleur entraîneur de la saison. Deux entraîneurs de Buffalo l'ont remporté :
- Ted Nolan en 1997 ;
- Lindy Ruff en 2006.

#### Trophée King-Clancy
Le trophée King-Clancy récompense chaque année le joueur ayant démontré le meilleur exemple de leadership et ayant le plus contribué à la société. Un seul joueur des Sabres a remporté cet honneur :
- Rob Ray en 1999.

#### Trophée Lady Byng
Le trophée Lady Byng est remis au joueur considéré comme ayant le meilleur esprit sportif tout en conservant des performances remarquables sur glace ; l'Association des journalistes de hockey professionnel donne les votes dans le but d'attribuer le trophée en tenant compte à la fois des performances et du nombre de minutes de punitions accumulées. Un seul joueur des Sabres remporte ce trophée :
- Gilbert Perreault en 1973.

#### Trophée Ted-Lindsay
Le trophée Ted-Lindsay, connu jusqu'en 2010 sous le nom de trophée Lester-B.-Pearson, est remis chaque année au meilleur joueur de la LNH selon les votes de ses pairs. Un joueur de Buffalo remporte ce trophée :
- Dominik Hašek en 1997 et 1998.

#### Trophée Vézina
Le trophée Vézina est un trophée remis aux gardiens de but de ligue nationale de hockey. De 1927 à 1981, il récompense le gardien ayant encaissé le moins de but lors de la saison régulière. Depuis la saison 1981-1982, le gardien jugé le meilleur de la saison régulière reçoit ce trophée. Cinq gardiens des Sabres ont remporté ce trophée, Don Edwards et Robert Sauvé l'ayant gagné conjointement en 1980 :
- Don Edwards et Robert Sauvé en 1980 ;
- Tom Barrasso en 1984 ;
- Dominik Hašek en 1994, 1995, 1997, 1998, 1999 et 2001 ;
- Ryan Miller en 2010.